# نهائي كأس الكؤوس الإفريقية 1983
نهائي كأس أفريقيا للأندية أبطال الكؤوس 1983 هي المباراة النهائية للنسخة الثامنة من كأس أفريقيا للأندية أبطال الكؤوس .
وتوج بها المقاولون العرب المصري للمرة الثانية على التوالي على حساب أغازا لومي التوغولي .

## الفرق
| الفريق          | المنطقة           | وصول سابق (الخط الغليظ يشير إلى بطل تلك النسخة) |
| --------------- | ----------------- | ----------------------------------------------- |
| المقاولون العرب | شمال أفريقيا UNAF | 1 (1982)                                        |
| اجازا لومي      | غرب أفريقيا UFOA  | 0                                               |

## الوصول إلى النهائي
| الفريق                         | الدور       | إجم. | نتيجة.ذ | نتيجة.إ |
| ------------------------------ | ----------- | ---- | ------- | ------- |
| سونترال أفريكان سوسيتي يونايتد | ربع النهائي | 3–2  | 2–0     | 1–2     |
| حورية كوناكري                  | نصف النهائي | 4–0  | 3–0     | 1–0     |

| الفريق      | الدور       | إجم.          | نتيجة.ذ | نتيجة.إ |
| ----------- | ----------- | ------------- | ------- | ------- |
| فيتا كلوب   | ربع النهائي | 2–2 4–2 (ر.ت) | 2–0     | 0–2     |
| أسيك ميموزا | نصف النهائي | 2–2           | 2–2     | 0–0     |

## النهائي
| اجازا لومي | 0–1   | المقاولون العرب |
| ---------- | ----- | --------------- |
|            | تقرير |                 |

| المقاولون العرب | 0–0   | اجازا لومي |
| --------------- | ----- | ---------- |
|                 | تقرير |            |